# Le Tunnel sous l'Univers
Le Tunnel sous l'Univers (titre original : The Tunnel under the World) est une nouvelle de science-fiction de Frederik Pohl.
Le héros de la nouvelle découvre que les habitants de sa ville vivent en boucle la même journée du 15 juin, durant laquelle on teste des campagnes publicitaires expérimentales et souvent outrancières. Il trouve le responsable de la conspiration et exige la libération de ses concitoyens. Une surprise de taille l'attend.

## Parutions

### États-Unis
La nouvelle paraît dans Galaxy Science Fiction no 50 en janvier 1955.
Elle a ensuite été publiée dans de nombreux autres recueils ou anthologies.

### France
La nouvelle est notamment publiée en France :
- dans Galaxie (1re série), no 16, en mars 1955 ;
- dans l'anthologie Histoires de robots (1974, rééditions en 1976, 1978, 1993, 1997)[2], sous le titre Le Tunnel sous l'Univers.

### Autres pays
La nouvelle a été publiée :
- en 1958, en espagnol sous le titre El túnel bajo Tylertown[3] ;
- en 1958, en italien, sous le titre Il tunnel sotto il mondo ;
- en 1964, en allemand, sous le titre Tylertown, 15. Juni ;
- en 1978, en néerlandais, sous le titre De tunnel onder de wereld[4] ;
- en 1979, en italien, sous le titre Il Tunnel Sotto Il Mondo ;
- en 1981, en allemand, sous le titre Ein Tunnel unter der Welt ;
- en 1986, en roumain, sous le titre Tunelul de sub lume[5] ;
- en 2000, en japonais, sous le titre 幻影の街[6] ;
- en 2003, en italien, sous le titre Il Tunnel Sotto Il Mondo.

## Résumé
La nouvelle est formée de six sections de tailles différentes.
Ce matin du 15 juin, Guy Burckhardt se réveille en hurlant : il a fait un cauchemar. Après avoir pris son petit déjeuner et embrassé son épouse, comme tous les jours il se rend au travail. Durant son trajet dans la ville de Tylerton, il rencontre un type qu'il a déjà croisé, Swanson, qui lui lance une remarque étrange, qu'il oublie rapidement. Il entend les publicités des grandes marques. Rentré chez lui le soir, il s'endort paisiblement aux côtés de son épouse (section 1).
Ce matin du 15 juin, Guy Burckhardt se réveille de nouveau en hurlant : il a fait un cauchemar. Une campagne de publicité pour les congélateurs Freckle perturbe son petit déjeuner, tant cette campagne est bruyante et insupportable. Alors qu'il se rend au travail, il est abordé par une jeune femme, April Horn. Elle se fait inviter à boire un café et, de fil en aiguille, lui vend un congélateur Freckle. En effet April Horn est une représentante de la marque. Le soir, en arrivant chez lui, il apprend que son épouse, sous les effets de la publicité, a elle-aussi acheté un congélateur Freckle. Une prise électrique ne fonctionnant pas, il se rend au sous-sol pour vérifier le compteur électrique. Il découvre à sa grande stupéfaction que toute la superficie (sol et murs) de la cave est « gainée » par une couche de métal, le ciment ne recouvrant qu’une mince couche du métal. Or il est certain que lors de l’achat de la maison, ce n'était pas le cas ! Fatigué par ses recherches, il s'endort dans la cave (section 2).
Ce matin du 16 juin, Guy Burckhardt se réveille sans avoir fait de cauchemar. Sa femme évoque la journée à venir, parlant du 15 juin. Le journal du matin indique aussi la date du 15 juin. Burckhardt est étonné : le 15 juin, c'était pourtant hier ! Quand il se rend au travail, il doit bien se rendre à l'évidence : tout le monde vit la « journée du 15 juin ». Il est contacté téléphoniquement par le dénommé Swanson. Quand Burckhardt lui répond sur cette journée qui déraille, Swanson est tout excité et lui demande de pouvoir le rencontrer très rapidement. Alors qu'il est sur le trajet du rendez-vous, il croise la jeune et belle April Horn. Il la salue en l'appelant par son nom. La jeune femme est stupéfaite d'être ainsi reconnue et part en courant. Swanson vient voir Burckhardt et lui ordonne de s'enfuir avec lui : le fait qu’il ait montré à April Horn qu'il l'avait reconnu a créé pour Burckhardt un risque de mort. Ils se réfugient dans un souterrain formant tunnel, là où Swanson a trouvé refuge depuis plusieurs mois. Swanson révèle à Burckhardt que tous les habitants de la ville vivent, en boucle, la même journée du 15 juin. Est-ce un coup des Soviétiques ? des Martiens ? (section 3).
Burckhardt invite Swanson à poursuivre leur route à travers ce tunnel. Peut-être pourront-ils quitter la ville grâce à ce tunnel ? Au cours de leur progression, ils arrivent à un vaste local. Les documents qui sont placés sur le bureau montrent que ce ne sont ni les Russes ni les Extraterrestres qui ont monté cette manipulation gigantesque. Ce sont des publicitaires, des gens de marketing, qui ont créé la ville et programmé les habitants, en leur faisant perdre la mémoire, afin qu'ils servent de cobayes pour des campagnes de marketing expérimentales et outrancières. Ils retrouvent April Horn et discutent avec elle. Son patron est M. Dorchin. Ce dernier arrive peu après. Au cours de la discussion qui s'ensuit, Burckhardt se saisit d'un revolver qu'il avait trouvé durant leur prérégrination et tire en direction de Dorchin. April Horn s'interpose et est touchée, tandis que Dorchin s'enfuit. Cependant April ne meurt pas : son corps n'est pas formé de sang et d'os mais d'électronique. Burckhardt et Swanson constatent qu'elle est un robot. Mais elle leur fait une annonce surprenante : Burckhardt et Swanson seraient, eux-aussi, des robots ! (section 4).
Burckhardt et Swanson apprennent alors que la ville avait été détruite lors d'une immense explosion due à un accident industriel. Beaucoup d'habitants avaient été tués. Ceux qui avaient été tués mais avec un cerveau quasi-intact, ainsi que les blessés qui ne sont morts que plus tard, ont été reconstruits grâce aux progrès de la bionique. Ils ont été transformés en robots et ont effectivement servi à tester des campagnes publicitaires. Dans la mesure où ils n'étaient ni humains ni vivants, aucune loi n'empêchait Dorchin de faire ce qu'il a fait. Burckhardt décide alors d'aller au bout du Tunnel, là où, l'espère-t-il, il retrouvera Dorchin. Il marche et, au bout d'un certain temps, arrive au bout du Tunnel. Il y a une porte. Il l'ouvre. Sa stupéfaction est immense : non seulement il est un robot, mais en plus un robot minuscule, inférieur à un millimètre. La totalité de la ville (une simple maquette très complexe en fin de compte) s'étend sur l'emplacement d'une grande table. Il est totalement prisonnier, voire « coincé », par sa nature de robot, par sa taille infinitésimale et par la ville aux contours nettement limités (section 5).
Ce matin du 15 juin, Guy Burckhardt se réveille en hurlant : il a fait un cauchemar (section 6).